# زرشک جپسون
زرشک جپسون (نام علمی: Berberis dictyota) نام یک گونه از سرده زرشک است.